# Habenaria huillensis
Habenaria huillensis är en orkidéart som beskrevs av Heinrich Gustav Reichenbach. Habenaria huillensis ingår i släktet Habenaria och familjen orkidéer. Inga underarter finns listade i Catalogue of Life.